# Chaînon Darvaz
Le chaînon Darvaz est un massif montagneux situé au Tadjikistan, dans le Pamir. Il culmine à 5 992 mètres d'altitude au pic Arnavad.